# Roots Bloody Roots
"Roots Bloody Roots" je pjesma brazilskog sastava Sepultura, objavljena kao prvi singl s njihovog šestog studijskog albuma Roots.

## O pjesmi
Do danas je njihova najpoznatija pjesma, koju sviraju na svakom koncertu, te je također jedna od najpoznatijih metal pjesama 1990-ih. U spotu članovi sastava sviraju u špilji, te na ulicama, zajedno s capoeira borcima, te brazilskim udaraljkašima. Pjesma se također nalazi na live albumima Under a Pale Gray Sky, te Live in São Paulo, a također je često izvodi tadašnji pjevač Sepulture Max Cavalera sa svojim novim sastavom Soulfly. 

## Popis pjesama
Disk 1 (Digipak)
1. "Roots Bloody Roots"
2. "Procreation (Of the Wicked)" (obrada pjesme Celtic Frosta)
3. "Refuse/Resist" (uživo)
4. "Territory" (uživo)

Disk 2
1. "Roots Bloody Roots"
2. "Procreation (Of The Wicked)" (obrada pjesme Celtic Frosta)
3. "Propaganda" (uživo)
4. "Beneath the Remains/Escape to the Void" (uživo)

7” Crveni vinil
1. "Roots Bloody Roots"
2. "Symptom of the Universe" (obrada pjesme Black Sabbatha)

## Postava sastava
- Max Cavalera- vokal, gitara
- Igor Cavalera- bubnjevi
- Andreas Kisser - gitara
- Paulo Jr. - bas-gitara